# Ettie Garner

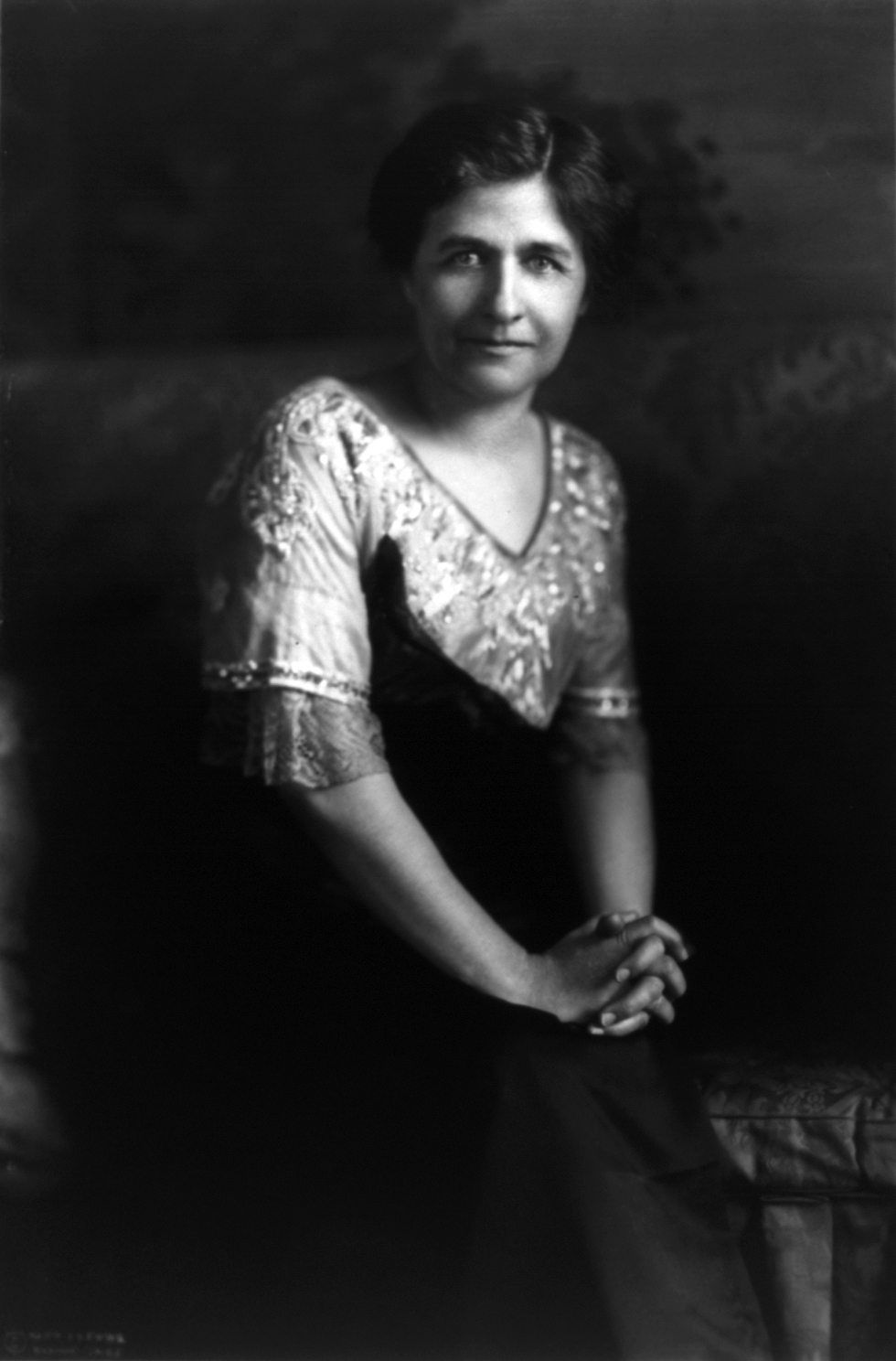
Ettie Garner

Mariette „Ettie“ Rheiner Garner (* 17. Juli 1869 in Sabinal, Texas; † 17. August 1948) war die Ehefrau John Nance Garners, des ehemaligen Vizepräsidenten der Vereinigten Staaten.
Sie wurde als Tochter eines Schweizer Immigranten, der im Zuge des Goldrausches nach Amerika kam, geboren. Mariettes Mutter starb früh. Sie wurde in verschiedenen Internaten erzogen. Sie lernte John Nance Garner kennen, als dieser als Richter von Uvalde County kandidierte. Anfangs war sie gegen seine Kandidatur, da er ihrer Meinung nach das Glücksspiel und den Alkoholkonsum förderte. 1895 heirateten sie. Ettie Garner hatte einen Sohn namens Tully.
Ettie Garner starb 1948 an einem Nervenleiden.